# Czesław Kurzajewski
Czesław Kazimierz Kurzajewski (ur. 19 maja 1944 w Kaliszu, zm. 12 maja 2019 w Wołominie) – polski dziennikarz i polityk, poseł na Sejm X kadencji (1989–1991).

## Życiorys
W 1964 ukończył nauczanie w liceum ogólnokształcącym, a w 1979 Zaoczne Zawodowe Studium na Wydziale Dziennikarstwa i Nauk Politycznych Uniwersytetu Warszawskiego. Po uzyskaniu wykształcenia średniego pracował jako zaopatrzeniowiec w Wytwórni Sprzętu Komunikacyjnego „PZL-Kalisz”. W okresie 1966–1970 był korespondentem prasy i radia, po czym od 1971 do 1974 był zatrudniony jako kaletnik w Spółdzielni Inwalidów „Pokój” w Kaliszu. W 1974 powrócił do dziennikarstwa, do 1978 pracował jako publicysta w dwutygodniku WSK-PZL „Delta” w Kaliszu, a od 1978 do 1981 był sekretarzem redakcji i zastępcą redaktora naczelnego tygodnika „Kaliski Włókniarz”.
W 1980 wstąpił do Niezależnego Samorządnego Związku Zawodowego „Solidarność”. Został redaktorem naczelnym pisma „Słowo Wolne” zarządu regionu NSZZ „S”. Po wprowadzeniu stanu wojennego zwolniony z pracy, zatrudniał się w różnych zawodach, w tym jako ajent skupu surowców wtórnych. Po ponownej legalizacji „S” w 1989 redagował pisma związkowe, został też sekretarzem Komitetu Obywatelskiego w województwie kaliskim.
W 1989 uzyskał z rekomendacji KO mandat posła na Sejm X kadencji z okręgu kaliskiego. W trakcie kadencji był członkiem Obywatelskiego Klubu Parlamentarnego, pracował w Komisji Zdrowia oraz w Komisji Młodzieży, Kultury Fizycznej i Sportu, której był zastępcą przewodniczącego. W 1991 wycofał się z działalności politycznej.
Syn Józefa i Heleny, ojciec Macieja Kurzajewskiego.
Pochowany na cmentarzu parafii Najświętszego Serca Pana Jezusa w Starej Miłośnie.